# Blinkende Lichter
Blinkende Lichter (im dänischen Original: Blinkende lygter), auch unter dem englischen Titel Flickering Lights bekannt, ist eine dänische Filmkomödie aus dem Jahr 2000, die nach einem Gedicht benannt ist. Das Gedicht der dänischen Schriftstellerin Tove Ditlevsen wird im Verlauf des Films auch einmal vorgelesen.

## Handlung
Die vier Kleinkriminellen Torkild, Peter, Arne und Stefan, die sich seit ihrer Jugend kennen, versuchen sich mit vier Millionen Kronen, die sie ihrem Gangsterboss abgenommen haben, nach Barcelona abzusetzen. Auf der Flucht bleibt ihr Auto stehen und sie stranden in einer heruntergekommenen ehemaligen Gaststätte vor der dänischen Grenze mitten im Wald, wo sie sich vorerst verstecken müssen: Einer von ihnen wurde angeschossen, und an eine Weiterfahrt nach Barcelona ist nicht zu denken. Außerdem ist ihr Boss, der seine vier Millionen zurückhaben will, auf der Suche nach ihnen. Als es ihnen mit der Zeit in der Hütte zu gefallen beginnt, beschließen sie, diese neu herzurichten und es sich „gemütlich“ zu machen.
Der Reihe nach werden die Kindheitstraumata der vier, die sich in ihren zumeist witzigen Handlungsgewohnheiten der Gegenwart niederschlagen und verarbeitet werden, in Rückblenden erzählt.

## Kritik
Für den Spiegel war Blinkende Lichter eine „lakonisch schwarze Gangsterkomödie“ die ein undogmatisches und brutales Dänemark zeige. Im Lexikon des internationalen Films wurde der Film beschrieben als „[e]ine mitunter etwas unausgegorene Mischung aus Drama, Komödie und äußerst brutalem Thriller, die einigen Reiz aus den grotesken Drehbuchwendungen und der Kauzigkeit der Charaktere bezieht“. Die Redaktionskritik von Cinema befand, das „stilsichere Regiedebüt“ Jensens könne sich sehen lassen „als schwarzhumorige Gaunerkomödie mit melancholischer Grundstimmung und hübschen Tarantino-Reminiszenzen“.